# Aphelandra lineariloba
Aphelandra lineariloba är en akantusväxtart som beskrevs av Emery Clarence Leonard. Aphelandra lineariloba ingår i släktet Aphelandra och familjen akantusväxter. Inga underarter finns listade i Catalogue of Life.